# Parting Glances
Parting Glances je americký hraný film, který natočil režisér Bill Sherwood podle vlastního scénáře. Děj filmu se soustředí kolem mladého homosexuálního páru, který žije v New Yorku. Robert (John Bolger) opouští na dva roky zemi kvůli pracovnímu kontraktu v Africe, zatímco Michael (Richard Ganoung) zůstává doma. Michaelův bývalý přítel Nick (Steve Buscemi) je nakažený AIDS. Film sleduje Robertových posledních 24 hodin v New Yorku, odehrává se na rozlučkovém večírku, jehož pořadatelkou je Joan (Kathy Kinney), stejně jako na večeři, jejímž organizátorem je Robertův zaměstnavatel Cecil (Patrick Tull) a jeho manželka Betty (Yolande Bavan). Premiéru měl 19. února 1986 a jde o Sherwoodův jediný celovečerní film – sám totiž roku 1990 zemřel na AIDS. Na Filmovém festivalu Sundance se film dočkal zvláštního uznání poroty za hraný film. Zároveň byl neúspěšně nominován na Velkou cenu poroty.

## Obsazení
| Richard Ganoung  | Michael            |
| John Bolger      | Robert             |
| Steve Buscemi    | Nick               |
| Adam Nathan      | Peter              |
| Kathy Kinney     | Joan               |
| Patrick Tull     | Cecil              |
| Yolande Bavan    | Betty              |
| Andre Morgan     | Terry              |
| Richard Wall     | Douglas            |
| Jim Selfe        | Douglasův kolega   |
| Kristin Moneagle | Sarah              |
| John Siemens     | Dave               |
| Bob Koherr       | Sam                |
| Theodore Ganger  | Klaus              |
| Patrick Ragland  | bývalý seminarista |
| Cam Brainard     | Ricky              |